# 蒙古国铁路运输

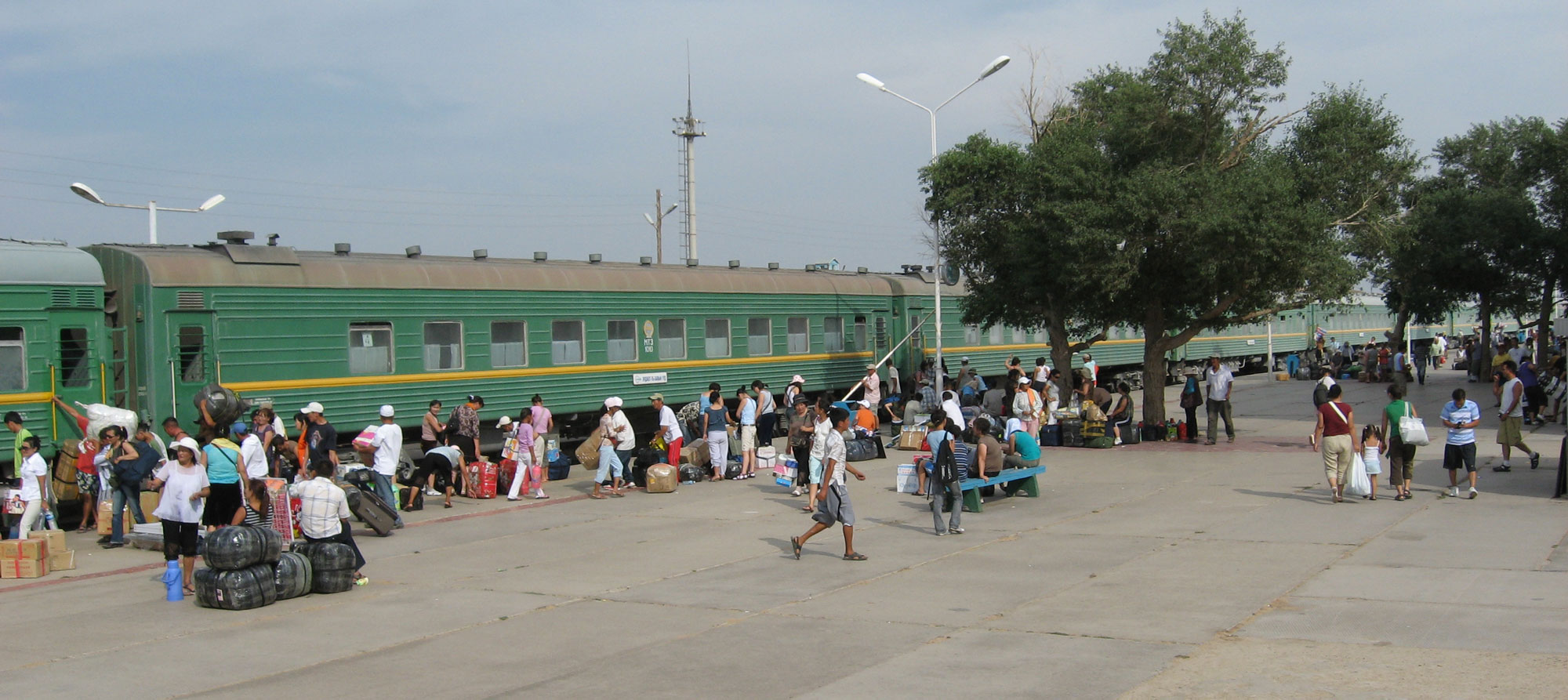
扎门乌德火车站月台上的商品交易

蒙古国铁路运输在蒙古国的国民经济中，特别是货物运输和旅客长途运输中发挥着重要作用。由于蒙古国是全球最大的内陆国之一，其北临俄罗斯，南靠中国，因此铁路运输是蒙古国发展经济及对外贸易最重要的交通手段。据官方统计，在2007年，铁路运输承担了蒙古国93%的货运及43%的客运周转量。这主要是基于该国公路、水路及航空运输系统的不完善。尽管如此，蒙古国仍是全球铁路网密度最低的国家之一，其铁路运营总里程为1815公里，使用与俄罗斯同一标准的1520毫米宽轨。目前，蒙古铁路系统共有雇员12500人，其官方运营商是乌兰巴托铁路局，传统上也被称作蒙古铁路，统管蒙古全国的铁路及国际联运业务，俄铁集团拥有其50%的股权。

## 线路

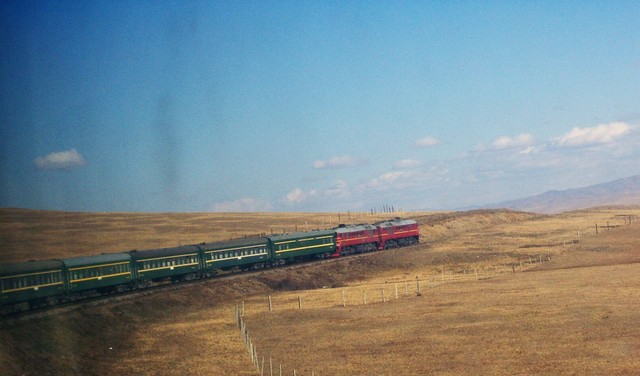
建于戈壁上的蒙古纵贯铁路

蒙古纵贯铁路由西伯利亚铁路的乌兰乌德引出，纵贯蒙古国，途经苏赫巴托、达尔汗、乌兰巴托、赛音山达、扎门乌德等城市，并在二连浩特与中国大陸内蒙古接轨,经集二铁路延续至乌兰察布。其中蒙古国境内总长约为1110公里，采用1520毫米的宽轨，进入中国则变更为标准轨。该线路有几条支线，分别通往铜矿产区额尔登特、煤矿产区沙尔河、纳来哈、巴彦诺尔、萤石矿产区巴彦温都尔，以及前苏联的军事基地宗巴音。
蒙古国东北部还有一条由俄罗斯边境往鄂伦察布-乔巴山-塔木察格布拉克铁路及其支线鄂嫩-乔巴山铁路，前者全长557公里，于1939年建成，最初主要用作战争时期方便苏联-蒙古国联军对抗日本。但该线乔巴山-塔木察格布拉克段现已拆毁，仅存路基；后者为全长190公里的单线铁路，是蒙古国东部主要的交通干线。该线路还有一条支线通往铀矿产区马岱，但线路同样已被拆毁，并在1990年代末至2000年代初出售。
在国内运输方面，每天会有列车由乌兰巴托向北开往达尔汗、苏赫巴托和额尔登特；向南开往扎门乌德、乔伊尔和赛音山达；以及由乔巴山向北开往俄罗斯边境。国际联运方面，每周一班的3/4次列车和一周一班的K23/24次列车可由蒙古国直达中国大陸北京或俄罗斯莫斯科，此外，乌兰巴托铁路局还开行前往中国大陸呼和浩特、二连浩特及俄罗斯乌兰乌德、纳乌什基等地的过境旅客联运列车。蒙古铁路对中国到俄罗斯的过境货物运输实行优惠，建材、集装箱、机械设备、化工品货物等将按运输价的60%收费。同时，从俄罗斯到中国大陸的过境货物的运输价格也会得到不同程度的优惠。由于蒙古国属山国，铁路的主要部分途经山区，这些位于海拔600-1700米，造成了蒙古国铁路多急弯和陡坡，因此限制了火车的运行速度和载重量。蒙古国货车的平均时速为75公里/小时，载重量为2800-3400吨。
蒙古国在2010年起启动新铁路计划，该计划分为三个阶段。第一阶段是建设连接南部戈壁地区战略大矿的横贯铁路，即从南戈壁省省会达兰扎德嘎德开始，经塔旺陶勒盖煤矿、查干苏布拉格铜矿、宗巴音至东戈壁省，与连接中国和俄罗斯两国的蒙古纵贯铁路相接，再经苏赫巴托尔省最终到达东方省省会乔巴山，全长1100多公里，计划两年时间建成。该条铁路修通后，可直接通往俄罗斯港口海參崴，并成为蒙古国的第二个出海口，之前主要从中国大陸天津港进出货物。第二、第三阶段修建的线路将向南部和西部延伸，全长3000多公里。全部计划完成后，基本上可以形成连接蒙古国各地的铁路运输网。

## 机车车辆

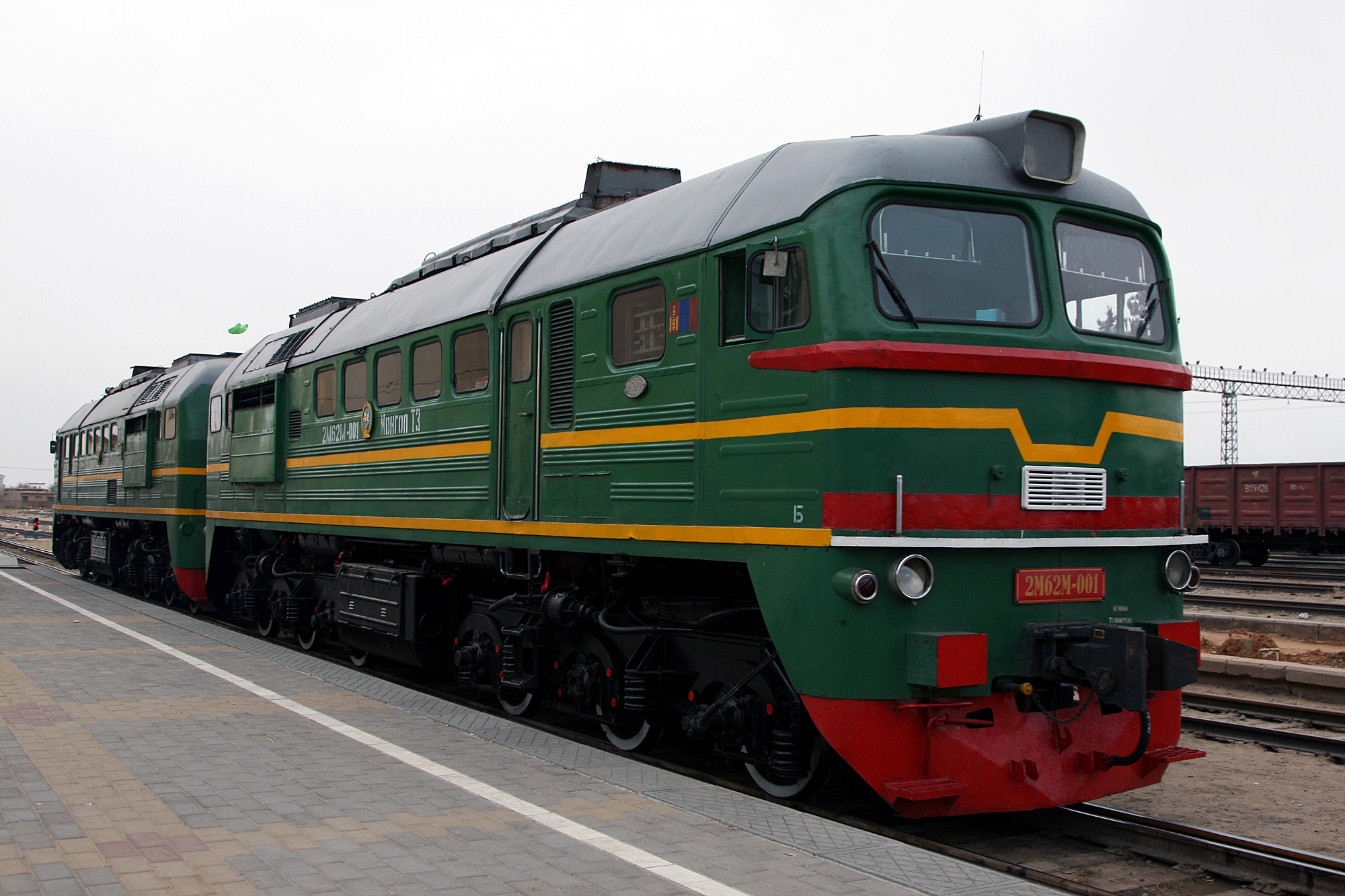
重联M62型柴油机车

由于蒙古国铁路尚未实现电气化，乌兰巴托铁路局完全依靠柴油机车牵引。最常见的机车为M62型柴油机车的变体，包括5组经过改造的2Zagal型柴油机车。其它牵引机车包括TEM2和2TE116型柴油机车的变体、东风4D型柴油机车衍生的CKD4B型柴油机车、以及从通用电气公司租借的DASH-6型柴油机车和进化型柴油机车。2010年10月，乌兰巴托铁路局向运输机械控股集团订购了35组2TE116型柴油机车，并于2011年2月开始交付。